# بارتون ال کینگ
بارتون ال کینگ (انگلیسی: Burton L. King؛ ۲۵ اوت ۱۸۷۷ – ۴ مهٔ ۱۹۴۴) یک کارگردان، و هنرپیشه اهل ایالات متحده آمریکا بود.  
از شناخته شده‌ ترین آثار او پروانه سیاه (۱۹۱۶) و گردان گمشده (۱۹۱۹) بود. 